# 橘神社 (上尾市)
橘神社（たちばなじんじゃ）は、埼玉県上尾市の神社。隣接する八枝神社が管理を兼務する。

## 概要
平方地区の氏神であり、氏子区域は大字平方（上宿・下宿・南・新田）・上野・上野本郷・平方領領家・西貝塚。
祭神は素戔嗚尊であり、境内社は稲荷社・三峯社・天王社・水神社・神明社・疱瘡社・天神社・雷電社・琴平社・愛宕社。東には頌霊社（地域戦没者と地域貢献者を奉祀）が存在する。年間祭典は1月の歳旦祭、2月の祈年祭、10月の例大祭、11月の新嘗祭。
『平方村寺社地御改之覚』（1694年（元禄7年）、福田家文書）によると、1471年（文明3年）銘の額（現存しない）がある事が記されている事から1471年には氷川社として存在しており、それ以前の創立であるとされている。『風土記稿』平方村の項に「氷川社 村の鎮守なり」と記されており、江戸期には氷川社と称して平方村の鎮守社として祀られ、橘神社は大字平方のみの鎮守であったが、1907年（明治40年）に平方内の稲荷社・神明社、西貝塚の村社稲荷社、上野の村社神明社、上野本郷の村社稲荷社、平方領領家の村社氷川社を合祀し、社号を「橘神社」に改称（社号の由来は所在地を「橘里」と称していた事、1908年（明治41年）5月認可）。本殿と拝殿はこの合祀を機に建立され、旧本殿は隣接する八枝神社境内に移され、現在も橘神社の本殿として使用されている。
本殿背後には神木である欅（上尾市指定天然記念物、幹周り5・75m、高さ20m、推定樹齢年約800年）が存在する。本殿西側には平方村河岸出入商人衆奉納の石祠（上尾市指定天然記念物、高さ166cm、1717年（享保2年）奉納）が存在し、神明社を祀っている。本殿前には石造の御神灯（ごしんとう、1857年（安政4年）建立）が存在し、伊勢太々講中の寄進となっている。

## 文化財
- 欅（上尾市指定天然記念物、1967年（昭和42年）5月1日指定）[5][6]
- 平方村河岸出入商人衆奉納の石祠（上尾市指定天然記念物、1993年（平成5年）7月1日指定）[5][7]